# Emery Worldwide

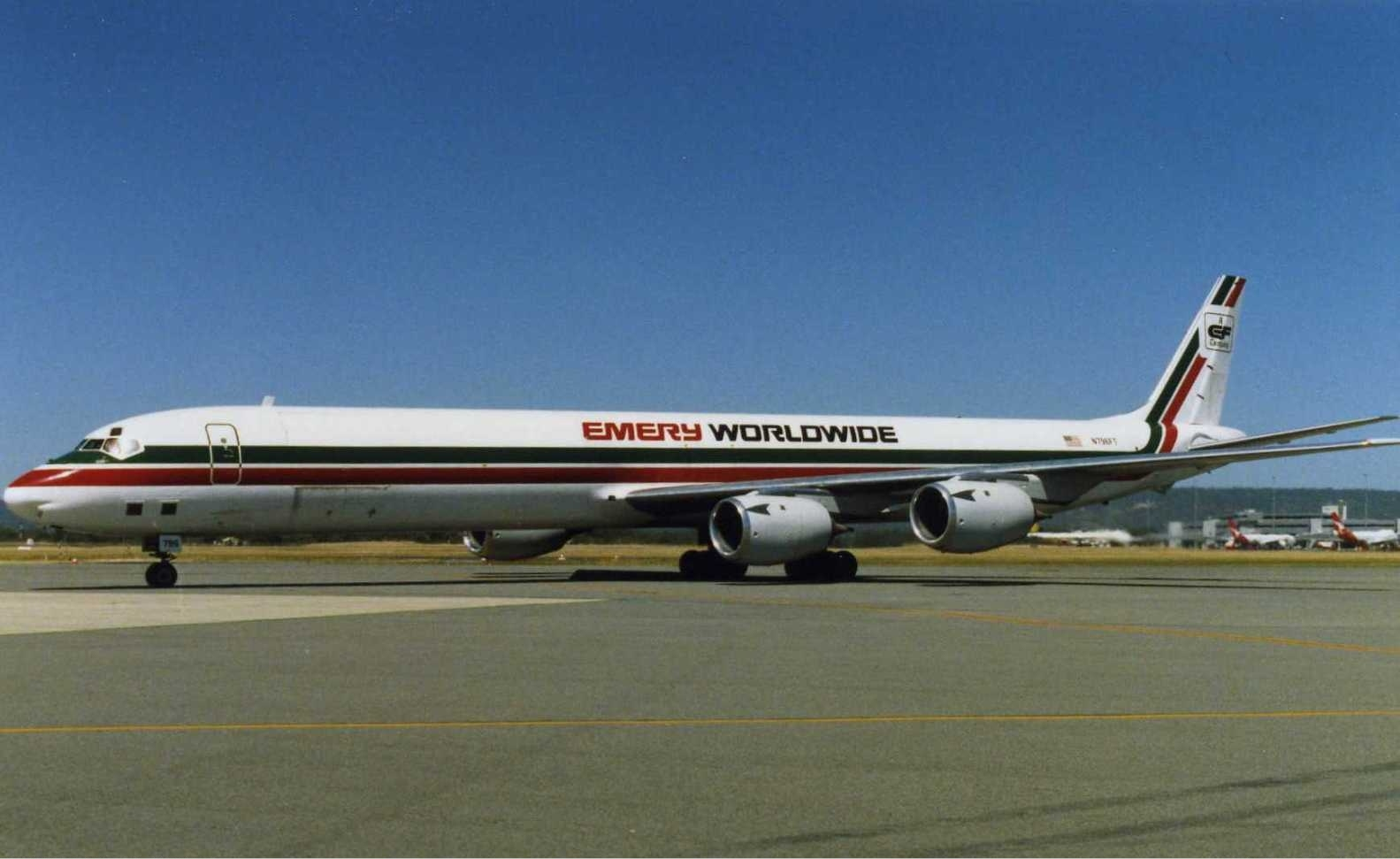
Emery Worldwide Douglas DC-8 no aeroporto de Perth (início dos anos 90).

A Emery Worldwide foi uma companhia aérea de carga, que já foi uma das principais transportadoras de carga aérea do mundo. Sua sede estava localizada em Redwood City, Califórnia.

## História
Emery começou em 1946 e foi o primeiro transitário a receber um certificado de transportadora do governo dos Estados Unidos. Durante quarenta anos, Emery foi o maior transitário/transportador aéreo integrado nos Estados Unidos.
Em 1987, a Emery, sediada em CT, em Wilton, adquiriu a Purolator Courier, Inc., fornecedora líder de serviços de logística entre os Estados Unidos e o Canadá.
Em 1988, a Towers Financial Corporation, liderada por seu CEO Steven Hoffenberg e seu consultor Jeffrey Epstein, tentou, sem sucesso, assumir o comando de Emery em uma incursão corporativa com a Towers Financial como sua embarcação invasora. Sua oferta falhou.
Em 1989, Emery foi adquirida pela Consolidated Freightways, Inc., que ganhou direitos dos Estados Unidos sobre o nome Purolator. Em 2011, o Purolator foi renomeado para Purolator International.
Emery teve seus aviões parados e o centro de operações interditado em 13 de agosto de 2001, devido à má manutenção da frota de aeronaves. Parou oficialmente de operar em 5 de dezembro de 2001. Todas as operações de carga da Emery foram subcontratadas com outras companhias aéreas.
A empresa sucessora da Emery, Menlo Worldwide Forwarding, foi adquirida pela UPS no final de 2004.
No momento do fechamento, Emery usava aeronaves Boeing 727 e Douglas DC-8 e DC-10 para transportar mercadorias.
Atualmente, a UPS usa o nome Emery Worldwide para comercializar a parte de frete aéreo da UPS Supply Chain Solutions.

## Acidentes e incidentes
- Em 28 de março de 1977, um Douglas C-47A, prefixo N57131, foi destruído por um incêndio após um acidente durante o taxiamento no Aeroporto Internacional O'Hare, Chicago, Illinois. A aeronave deveria operar um voo de carga.[6]
- Em 8 de julho de 1988, foi aberto um processo de difamação após a abertura de um pacote em trânsito em Los Angeles, que incluía uma fita de vídeo contendo dinheiro supostamente para um recruta de basquete da NCAA (Chris Mills) para a Universidade de Kentucky. O pacote foi identificado como sendo enviado pelo então assistente técnico Dwane Casey. Casey processou a Emery Air Freight por 6,9 milhões de dólares, mas saiu do tribunal antes do julgamento.[7]
- Em 9 de dezembro de 1996, um Douglas C-47A, de prefixo N75142, caiu ao se aproximar do aeroporto de Boise, matando a tripulação. A aeronave estava em um voo de carga para o Aeroporto Internacional de Salt Lake City quando o motor de estibordo pegou fogo logo após a decolagem e a decisão foi tomada de retornar a Boise.[8]
- Em 16 de fevereiro de 2000, um DC-8-71F, prefixo N8079U, operando como o voo 17 da Emery Worldwide, caiu na decolagem em um voo de carga programado do Aeroporto de Sacramento Mather para Dayton, Ohio, com três tripulantes a bordo. A aeronave foi destruída pelo violento impacto com o solo e pelo fogo no acidente; não houve sobreviventes.[9] O acidente foi causado por manutenção inadequada do aparelho.
- Em 26 de abril de 2001, um Emery Worldwide DC-8-71, N8076U, pousou com o trem de pouso principal esquerdo no Aeroporto Internacional de Nashville, em Nashville, Tennessee. A aeronave sofreu danos menores e a tripulação de três membros não foi ferida. A investigação pós-acidente constatou que a manutenção inadequada do trem de pouso principal esquerdo estava com falha.